# Giờ chuẩn Ai Cập
|  | UTC-01:00 | Giờ Cabo Verde (Đảo của Cabo Verde nằm ở phía Tây của Châu Phi.)     |
|  | UTC±00:00 | Giờ Tây Âu · Giờ Quốc tế                                             |
|  | UTC+01:00 | Giờ chuẩn Trung Âu · Giờ Tây Phi · Giờ mùa hè Tây Âu.                |
|  | UTC+02:00 | Giờ Trung Phi · Giờ Đông Âu · Giờ chuẩn Nam Phi · Giờ mùa hè Tây Phi |
|  | UTC+03:00 | Giờ Đông Phi                                                         |
|  | UTC+04:00 | Giờ Mauritius · Giờ Seychelles                                       |

|  | UTC+02:00           | Giờ chuẩn Ai Cập                                                                                                   |
|  | UTC+02:00 UTC+03:00 | Giờ Đông Âu / Giờ chuẩn Israel / Giờ chuẩn Palestine Giờ mùa hè Đông Âu / Giờ mùa hè Israel / Giờ mùa hè Palestine |
|  | UTC+03:00           | Giờ Thổ Nhĩ Kỳ Giờ chuẩn Ả Rập                                                                                     |
|  | UTC+03:30           | Giờ chuẩn Iran |
|  | UTC+04:00           | Giờ chuẩn Vùng Vịnh                                                                                                |

Giờ chuẩn Ai Cập là UTC+2.
Vào mùa hè, đồng hồ chạy thêm một giờ, tạo nên múi giờ: UTC+3. Khoảng thời gian mùa hè thường là áp dụng vào giữa thứ 6 cuối cùng của tháng 4 và thứ 6 cuối cùng của tháng 9.
Vào 21 tháng 4 năm 2011, chính phủ của Ai Cập đã ngưng sử dụng Quy ước giờ mùa hè. Giờ chuẩn được sử dụng trong một năm, và không thay đổi trong mùa hè.
Vào 7 tháng 5 năm 2014, chính phủ Ai Cập quyết định sử dụng giờ mùa hè bắt đầu từ 15 tháng 5 năm 2014, ngày thứ 6 thứ ba của tháng 5, với ngoại lệ cho ngày tháng chay của Ramadan.

## Liên kết
- Al-Ahram: Egypt's government to re-apply daylight saving time Lưu trữ ngày 11 tháng 11 năm 2020 tại Wayback Machine
- Almasry Alyoum: Egypt to cancel daylight saving time
- Time and Date.com: Egypt Abolishes Daylight Saving Time
- Time and Date.com: Egypt re-introduces Daylight Saving Time